# Тобійська мова
Тобійська мова (ramarih Hatohobei, дослівно «мова Тобі») — мова острову Тобі, одного з Південно-Західних островів. Відноситься до мікронезійських мов і має приблизно 150 носіїв.
Мова тобі тісно пов'язана з мовами, що використовуються у Федеративних Штатах Мікронезії на островах Яп та Чуук.
Зараз більшість носіїв живуть в Енчанзі, селищі у штаті Корор, колишній столиці Палау. Мова тобі та сонсорольська дуже близькі і наближаються до злиття у новий «Енчангійський» діалект.
Тобі є базою для місцевого піджину.

## Приклади
- тварина = mar
- кокосова пальма = ruh
- до побачення = sabuho
- мова = ramarih
- риба-солдат = red

### Числівники
- один = sewo
- два = huwou
- три = soruo
- чотири = fauwo

Це лише базові числівники. Існують різні числівники для багатьох різних предметів.